# 惠凤莲
惠凤莲（1975年11月—），女，汉族，安徽泗县人，中华人民共和国中学教师，第十四届全国人大代表。

## 生平
毕业于安徽师范大学中文系，毕业后回到家乡任教，现任安徽省泗县第二中学中学语文高级教师。2009年被评为“省级优秀教师”，2019年被评为“全国优秀教师”。